# Dicos d'or

Les Dicos d'or sont un championnat d'orthographe créé par Bernard Pivot sous le nom de Championnat de France d'orthographe puis Championnat du monde d’orthographe. Ils ont eu lieu de 1985 à 2005. 
Les textes des dictées sont élaborés par la linguiste Micheline Sommant pour les demi-finales, et par Bernard Pivot pour la finale.
Les Dicos d'or ont été présentés par Bernard Pivot et Catherine Matausch, par la suite remplacée par Florence Klein.

## Déroulement
Ces championnats se déroulaient en trois phases :
- la phase de sélection : des questionnaires à choix multiples et des textes à corriger étaient publiés dans le magazine littéraire Lire ;
- les demi-finales régionales : les candidats ayant réussi la phase de sélection étaient convoqués régionalement pour les demi-finales en un lieu chaque fois différent. Les épreuves comprenaient des questionnaires à choix multiples, la dictée proprement dite puis des mini-dictées permettant de départager les ex æquo ;
- la finale nationale : les candidats ayant obtenu le meilleur résultat dans chaque catégorie de chaque région se retrouvaient à l'hiver dans un lieu unique pour la finale dont le principe était le même que les demi-finales.

Il y avait six catégories :
- les cadets de la filière scolaire ;
- les cadets ;
- les juniors de la filière scolaire ;
- les juniors ;
- les seniors amateurs ;
- les seniors professionnels.

Une catégorie couples existait également dans l'ancienne formule des championnats.

## Évolution
D'abord nationale, l'épreuve s'ouvre très tôt à un public international. Cette évolution culmine au printemps 1992 avec une dictée donnée au siège des Nations unies, à New York. Quelque deux cent cinquante candidats venus du monde entier s'y disputent le titre de champion du monde, dans des catégories classant de façon différenciée les Français, les ressortissants de pays francophones et ceux de pays non francophones. Le titre du texte était Des fleurs pour les champions. 
Depuis, les organisateurs de la dictée ont rendu à l'épreuve ses dimensions nationales, et l'ont rebaptisée « Dicos d'or ». Les dictées sont alors complétées par des épreuves de questionnaires à choix multiples sur des sujets de compréhension de la langue. Au niveau international, la Dictée des Amériques a pris le relais en 1994. 
Les Dicos d'or s'éteignent le 26 novembre 2005, par une finale réunissant les anciens champions. 
Une compétition nationale est organisée en automne par Jean-Pierre Colignon, à Paris : admission sur tests, une seule dictée jouant le rôle de sésame pour la Dictée des Amériques. Elle n'est pas télévisée, et ne jouit plus de l'audience des défunts Dicos d'or ou Championnats d'orthographe.

## Palmarès
- Palmarès des Dicos d'or (1985-2005).